# Línea SE708 (EMT Madrid)
El Servicio Especial (S.E.) codificado como SE708 fue una línea de la EMT de Madrid que unía, sin paradas intermedias, el intercambiador de Plaza Elíptica con el Centro Comercial Islazul. Circuló entre el 1 de septiembre de 2021 y el 28 de febrero de 2022.

## Características
Este Servicio Especial actuaba como lanzadera entre Plaza Elíptica, dentro de la Zona de Bajas Emisiones de Especial Protección (ZBEDEP) del mismo nombre, y el Centro Comercial Islazul, junto al cual se ha construido un aparcamiento disuasorio.
Empezó a circular el 1 de septiembre de 2021 como un proyecto piloto de seis meses, tras el cual se revisaría su continuidad. El 28 de febrero de 2022 dejó de prestar servicio por falta de uso del servicio y duplicación de rutas. Circulaba de lunes a viernes laborables y operaba solo con autobuses eléctricos.

### Frecuencias
| lunes a viernes laborables |           |
| de 6:00 a 9:00             | 15 min    |
| de 9:00 a 10:00            | 15-30 min |
| de 10:00 a 21:00           | 30 min    |

## Recorrido y paradas
La línea iniciaba su recorrido en la Plaza Elíptica, junto al intercambiador, desde donde tomaba la Vía Lusitana, por la que seguía hasta las calles Thaler y Calderilla, donde tenía su otra parada. La vuelta era igual que la ida solo que en sentido contrario.
Durante todo su recorrido se solapaba con la línea E1 pero sin hacer las dos paradas intermedias correspondientes a este tramo.
| Código | Parada                                     | Conexiones con Metro | Otros |
| ------ | ------------------------------------------ | -------------------- | ----- |
| 19224  | Vía Lusitana-Intercambiador Plaza Elíptica | Plaza Elíptica       |       |
| 4945   | Islazul                                    |                      |       |